# .cy
.cy — в Інтернеті, національний домен верхнього рівня (ccTLD) для Кіпру.

## Домени 2-го та 3-го рівнів
У цьому національному домені нараховується близько 23,100,000 вебсторінок (станом на лютий 2016 року).
У наш час використовуються та приймають реєстрації доменів 3-го рівня такі доменні суфікси (відповідно, існують такі домени 2-го рівня):
| Суфікс  | Регламентовані користувачі                                            |
| .ac.cy  | Наукові та дослідницькі установи, коледжі, університети або інститути |
| .biz.cy | Комерційні установи, корпорації                                       |
| .com.cy | Комерційні установи, корпорації                                       |
| .gov.cy | Державні та урядові установи                                          |
| .net.cy | Провайдери, організації, пов'язані з мережами                         |
| .org.cy | Неприбуткові, неурядові організації                                   |